# Military Grid Reference System
Military Grid Reference System (MGRS), ibland UTM Military Grid Reference System, är ett koordinatsystem i sin tur baserat på koordinatsystemen Universal Transverse Mercator (UTM) och vid polerna på Universal Polar Stereographic (UPS).  Skillnaderna från UTM och UPS är att man i MGRS anger en ruta (engelska grid) snarare än en punkt och att rutan anges med både siffror och bokstäver.

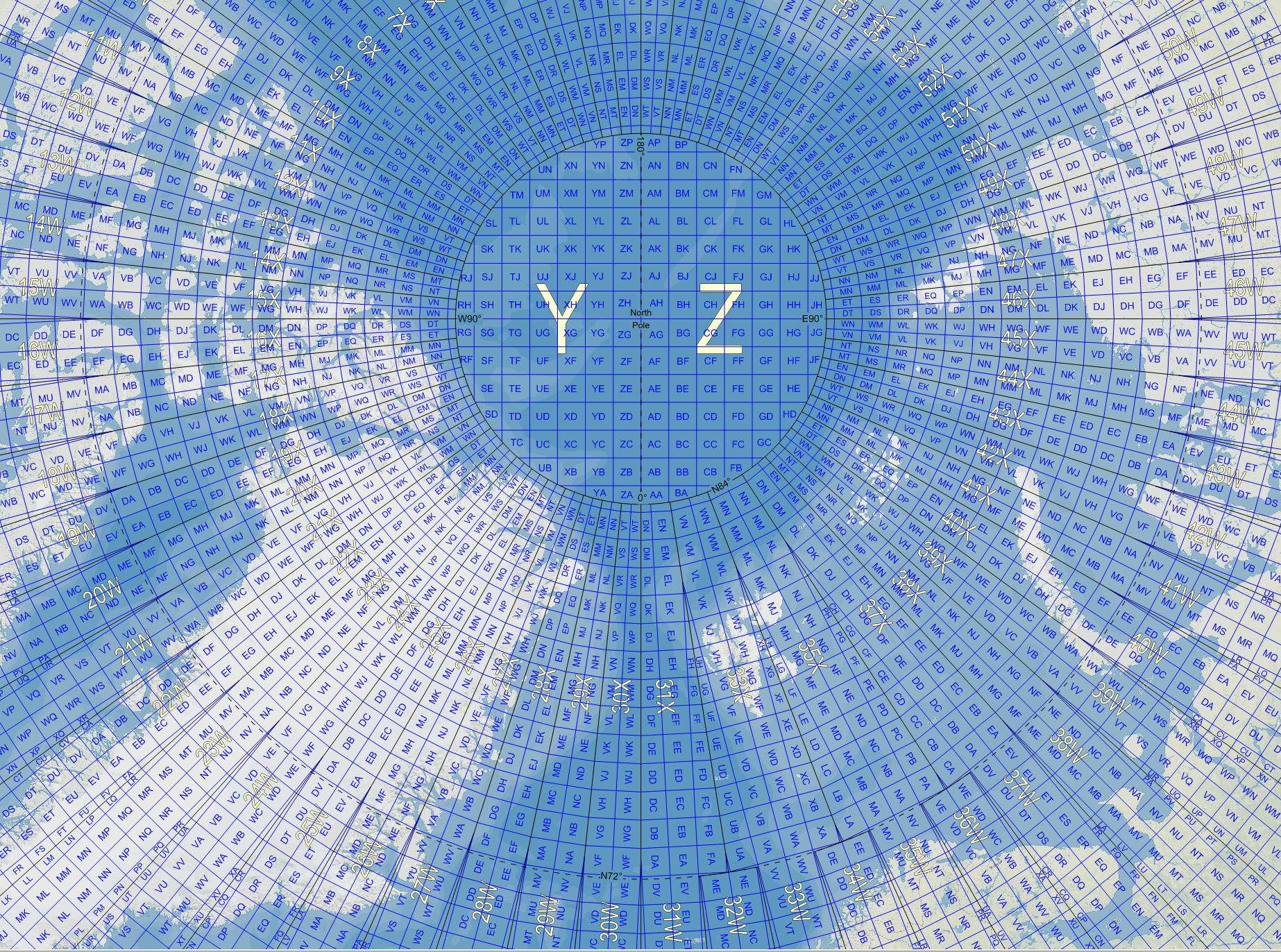
Geografiska rutor och 10-milsrutor över Nordkalotten. De geografiska rutorna smalnar av mot polerna ända till övergången från UTM till UPS.

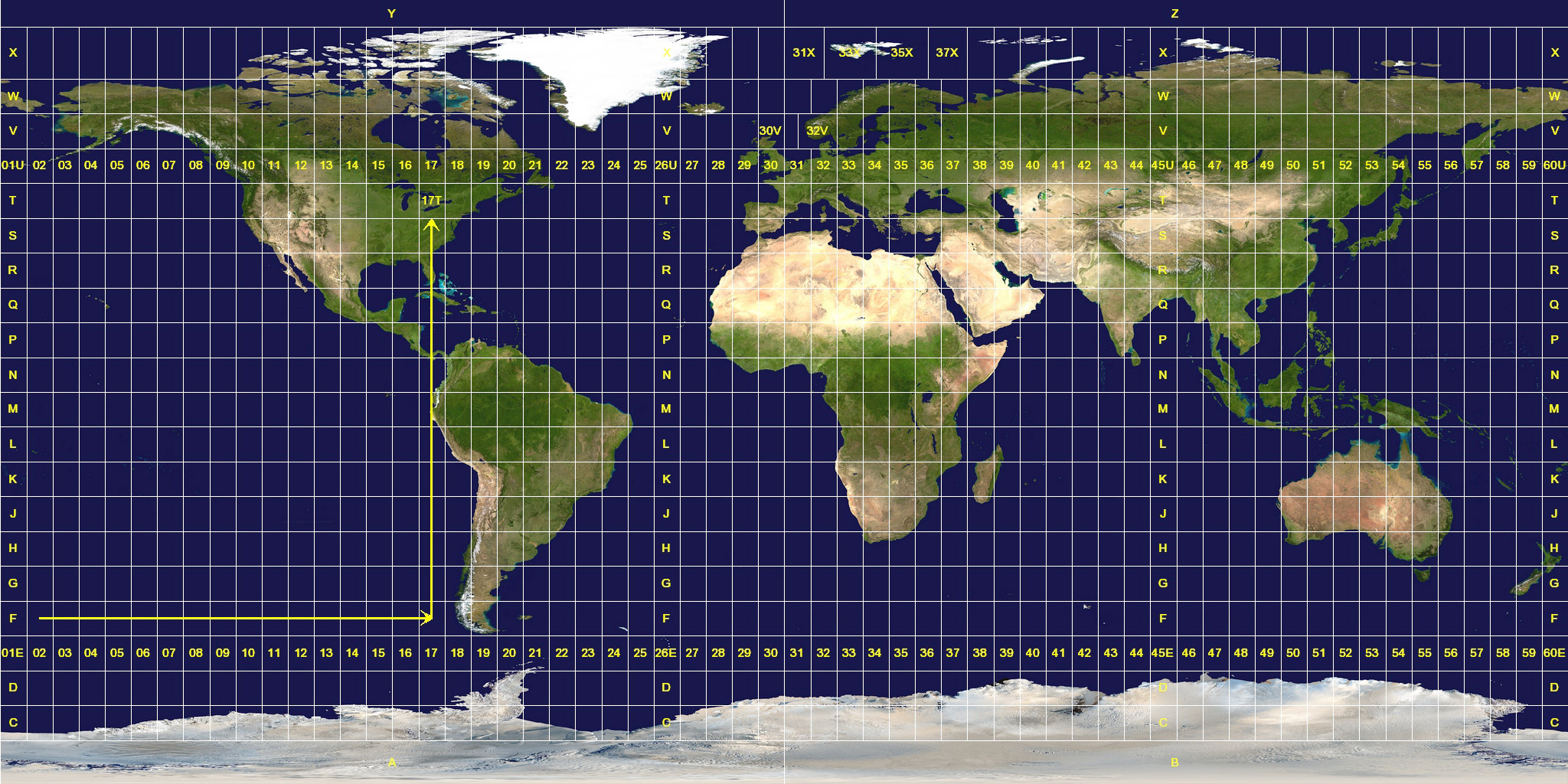
Jorden indelad i geografiska rutor.

## Koordinatangivelser
Då koordinater MGRS anger en ruta i ett rutnät (engelska grid) skall man inte avrunda koordinater eftersom de då kan hamna i fel ruta.  Mellan 84°N och 80°S bygger MGRS på UTM, Universal Transverse Mercator, som är ett system av 60 transversala merkatorprojektioner.  Runt polerna används i stället UPS, Universal Polar Stereographic, som är ett system av två stereografiska projektioner, en för vardera polen.

### Geografiska rutor
De geografiska rutorna (engelska grid zone designators), som oftast är 6° breda och 8° höga, anges förutom vid polerna med en eller två siffror för ett longitudband och med en bokstav för ett latitudband.  Longitudbanden är numrerade 1–60 från 180°W till 180°Ö.  Latitudbanden är betecknade med bokstäverna C–X, förutom I och O för att undvika förvirring med siffrorna '1' och '0', från 80°S till 84°N. Vid polerna finns söder om 80°S "rutorna" A västerut och B österut, norr om 84°N finns "rutorna" Y västerut och Z österut.
Till skillnad från UTM där alla zoner är lika breda så är några av de geografiska rutorna i MGRS breddade.  Över Norge är rutan 32V är breddad 3° västerut. Över Svalbard har rutorna 32X, 34X och 36X fallit bort och i stället är rutan 31X breddad 3° österut, 33X och 35X är breddade 3° västerut och österut och 37X är breddad 3° västerut.

### 10-milsrutor
Varje geografisk ruta är indelad i kvadrater med en sida på 10 mil. Varje ruta anges med två bokstäver, där den första ökar österut och den andra norrut.  Tyvärr har systemet för vilka bokstäver rutorna får förändrats genom åren.  Det system som används nu och har använts mest heter AA (engelska AA lettering scheme).

### Koordinatexempel
I referenssystemet WGS84 hamnar Stockholms Stadshus i en ruta med 100 meters sida betecknad 34V CL 324 803 (skrivs ofta utan mellanrum), där 34V anger en geografisk ruta, CL anger en 10-milsruta, 324 anger hundratal meter österut i 10-milsrutan och 803 anger hundratal meter norrut i 10-milsrutan.  I regel behövs inte beteckningen för den geografiska rutan och det räcker då att ange CL 324 803.  CL 32 80 anger en ruta med 1 kilometers sida och CL 38 anger en ruta med 1 mils sida.  I undantagsfall kan man undanta även 10-milsrutan.